# 徐庆全
徐庆全，山东烟台人，中华人民共和国历史学家，曾任《炎黄春秋》执行主编。
主要研究中共党史和中国现当代史。

## 生平
1986年毕业于曲阜师范大学历史系本科，1989年毕业于首都师范大学获硕士学位。
1994年入职《炎黄春秋》编辑。1997—2003年在中共中央党史研究室工作。之后回到《炎黄春秋》任执行主编。
《炎黄春秋》于2016年被“腾笼换鸟”，原编辑部成员集体辞职。徐庆全现任北京大学中华人民共和国史研究中心研究员。

## 观点
徐庆全认为，从1949—2009年，中国经历了强人政治（1949—1978）、双峰政治（1979—1994）和向常人政治的过渡。